# Tamara Press
Tamara Natanowna Press (ros. Тамара Натановна Пресс; ur. 10 maja 1937 w Charkowie, zm. 26 kwietnia 2021 w Moskwie) – radziecka lekkoatletka, trzykrotna mistrzyni olimpijska w pchnięciu kulą i rzucie dyskiem.

## Życiorys
Podczas igrzysk olimpijskich w Rzymie (1960) zdobyła złoty medal w pchnięciu kulą oraz srebrny w rzucie dyskiem. Na igrzyskach olimpijskich w Tokio (1964) wygrała obie te konkurencje.
Zdobyła także cztery medale podczas mistrzostw Europy: w Sztokholmie (1958) złoty w rzucie dyskiem i brązowy w pchnięciu kulą, a w Belgradzie (1962) dwa złote w tych konkurencjach.
Zdobyła cztery medale uniwersjad.
Sześciokrotnie poprawiła rekord świata w pchnięciu kulą: od 17,25 m (pierwszy wynik powyżej 17 m) w 1959 do 18,59 w 1965. Także sześciokrotnie pobiła rekord świata w rzucie dyskiem od 57,15 m w 1960 do 59,70 m w 1965.
Była mistrzynią Związku Radzieckiego w pchnięciu kulą w latach 1958–1966 (w hali 1964–1965) i w rzucie dyskiem w latach 1960–1966.
Jej młodsza siostra Irina była także lekkoatletką, dwukrotną mistrzynią olimpijską. Obie zawodniczki były oskarżane przez działaczy zachodnich o niedozwolone wspomaganie medyczne (przyjmowanie hormonów męskich), czemu zaprzeczała strona radziecka.
Pochowana na Cmentarzu Dońskim w Moskwie.